# Acacia ausfeldii
Acacia ausfeldii — вид квіткових рослин з родини бобових. Ареал: Австралія (Вікторія, Новий Південний Уельс). Це кущ або дерево заввишки 2–4 м, яке росте в евкаліптових лісах на піщаному ґрунті, часто на залишках придорожніх ділянок лісу в Новому Південному Уельсі, тоді як у Вікторії росте в сухих лісах і спільнотах малі.

## Морфологічний опис
Виростає від 1 до 4 метрів у висоту і має листя завдовжки від 2 до 7 см і від 2 до 6 мм ушир. Жовті кулясті квіткові головки з'являються групами по дві або три в пазухах листків у серпні-жовтні, за ними з'являються прямі насіннєві коробочки завдовжки від 4 до 9 см і від 2 до 4 мм ушир.